# Chandler Bing
Chandler Muriel Bing kitalált személy, a Jóbarátok című amerikai szituációs komédiasorozat állandó főszereplője. A sorozatban Matthew Perry alakítja.

## Történet
|  | Alább a cselekmény részletei következnek! |

### Családja
Chandler újgazdag családban született. Félig skót, félig svéd származású, de bővebbet, azaz hogy szülei közül ki milyen nemzetiségű, nem tudunk meg. Édesanyja Nora Tyler Bing (Morgan Fairchild), erotikus-regény író, édesapja a transzszexuális Charles Bing (Kathleen Turner), aki Las Vegas-i transzvesztita kabarékban Helena Handbasket néven lép fel. Chandler egyedüli gyerek, szülei elváltak, amikor ő 9 éves volt. Ezt a törést azóta sem nagyon tudta feldolgozni, ennek tudható be szarkasztikus-cinikus humora, mint védekező mechanizmus, és szinte már kóros tartózkodása a Hálaadás napi vacsoráktól. A sorozatban más rokonait nem említik.

### Lakóhelyei
Bár konkrét említés nem történik, de apjával való kapcsolata miatt feltételezhető, hogy gimnáziumi évei kezdetéig Chandler édesanyjával élt, majd Ross Geller kollégiumi szobatársa lesz. Innen egy Kip nevű sráccal költözik össze a Monica-ékkal szemközti lakásba. Innen Kip egy Monicával történt affér után elköltözik, megházasodik. Ezt Chandler azóta sem tudta megbocsátani neki. Nem sokkal a sorozat kezdete előtt költözik be Joey, akivel egészen a hatodik évadig lakik együtt. Mivel Monicával kapcsolata komolyra fordul, ők összeköltöznek, így Monicánál lakik tovább a sorozat végéig. Itt történik említés, hogy innen Westchester-be költöznek.

### Munkahelye
Bár a sorozatban visszatérő geg, hogy igazából senki nincs tisztában azzal, Chandler mivel is foglalkozik, egy-egy elejtett megjegyzésből kiviláglik. A sorozat kezdetén egy nagyvállalat adatfeldolgozó részlegén alkalmazott, ahol az első évadban kiemelik, és az adatfeldolgozó részleg vezetőjévé léptetik elő. Innen a kilencedik évadban kiküldik Tulsába, és végül emiatt mond fel, majd beiratkozik egy reklámszöveg-író tanfolyamra, ahol kiemelkedő teljesítményt nyújt, de kora miatt nem alkalmazzák, viszont később sikeresen elhelyezkedik a reklámszakmában.
Bár egyik szereplőnek sem ismerjük a fizetését, abból, hogy Chandler hat éven át tudott megtakarítani jövő életére (ami megtakarított pénzt mégis a Monicával kötendő esküvőjére akarja elkölteni, de Monica mégis lemond az álomesküvőről, a jövő miatt, amit Chandler elképzelt), valamint amikor Joey barátnőjét megcsókolja, akkor bűnbánatból berendezi az egész lakást, amit nem sokkal ez előtt raboltak ki, kitalálhatjuk, hogy magasan az ő keresete a legjobb a Jóbarátok közt (kivéve, mikor Joey az Életünk napjaiban szerepel).

### Kapcsolatai
A sorozat elején Janice-szel jár, akivel a "Az Új Német mosópor" című epizódban szakít. Innentől kezdve Janice visszatérő epizódként / rémálomként jelenik meg életének bizonyos szakaszain. Janice minden évadban megjelenik, kivéve a hatodikat, ahol csak egy válogatáskazettáról halljuk a hangját.
Az egész sorozat alatt Chandler-nek van a legkevesebb barátnője (ha nem számítjuk Janice újra és újra felbukkanó karakterét):
- Aurora – egy enyhén nimfomán izraeli lány, aki számos más férfiskalpja között tartja nyilván Chandlert is.
- Nina Bookbinder – Chandler előléptetése után az egyik beosztottja, akit főnöke kérésére ki kell(ene) rúgnia, ehelyett vacsorázni hívja. Amikor már nem tartható tovább a helyzet, és a lány rájön, hogy kirúgták, Chandler kezét keresztüllövi egy tűzőkapoccsal.
- Ginger – féllábú / falábú lány, akivel anno Joey járt, és véletlenül tűzre dobta a lány lábát. Amikor Ginger megtudja, hogy Chandler-nek „harmadik mellbimbója” van, azonnal faképnél hagyja.
- Kathy – egy lány, akivel eredetileg Joey járt, de szakításuk után Chandler volt vele.
- Susie Moss – Chandler gimis osztálytársnője, akit Chandler megalázott még akkor, de most bitang jó nő lett belőle, és egy vacsora alkalmával hasonlóképp megalázza Chandler-t. (Chandler felhúzta Susie bugyiját és később Susie elvitte Chandler ruháit egy étterem mosdójában.)
- Joanna – Rachel főnöke, akit felettébb unalmasnak talál, de képtelen szakítani vele.
- Egy nevén nem megnevezett lány, akivel a második évad elején randizik, mert megijed attól, hogy egyedül marad. Ám a lánynak hatalmas feje van, így nemigazán tud elmélyülni a kapcsolatuk.
- Monica – Lásd Chandler és Monica
- Janice

## Chandler humora
Chandler védjegye szarkasztikus, ironikus, néha bántó humora, melyet Phoebe pszichológus barátja szerint védekezésként fejlesztett ki szülei válása óta. Ez a fajta humor terjed egészen a szóviccektől a mások nevén való viccelődésig. Munkahelyén már nem tudják komolyan venni akkor sem, ha valamit tényleg komolyan mond.
Egy epizódban újévi fogadalomként egy héten keresztül nem élcelődik másokon, de ezt elbukja (veszít 50 dollárt), és kiönti magából mindazt, ami bennragadt, kezdve Ross túl szűkre sikerült bőrnadrágjától, befejezve Phoebe utasszállító-repülő vezetés utáni vágyáig.

Humorát a barátok már megszokták, de idegen környezetben meglepő eredményeket produkál, mint például Ross londoni esküvőjén, ahol ő, mint vőfély mond köszöntőt, a szokásoknak megfelelően kellő humorral, de az angol közönség nem igazán veszi a lapot. (Később Monica megjegyzi, hogy ő nevetett, csak nem hangosan, nehogy furcsán nézzenek rá.)

## Chandler és Monica
Ross londoni esküvőjén Monica becsípett, és Chandler-rel töltötte az éjszakát. Sokáig titokban jártak, aztán Joey-nak minden világos lett egyszer. Utána Phoebe és Rachel jött rá, legkésőbb meg Ross-nak mondták el. A 6. évadban Chandler megkéri Monica kezét, a 7. évadban össze is házasodnak.

### Sorozat előtti élet
Amennyit visszaemlékezésekből, és visszapillantásokból megtudunk, azok alapján a sorozat előtti időkben a következők történtek. Amikor Chandler és Ross szobatársak lettek, Ross elvitte magukhoz Hálaadás napi vacsorára, ahol az akkor még Kövér Monicának nagyon megtetszik Chandler aki viszont inkább megijedt tőle, titokban le is kövérezi Monicát, amit Monica meghall, ezért elhatározta, hogy egy év alatt lefogy, és mivel Chandler megdicsérte a sajtos makaróniját, elkezdett szakácsnak tanulni. Rá egy évre Monica valóban lefogyott, és – hogy visszavágjon Chandlernek – megpróbál nagyon erotikus lenni, ám egy balul sikerült mozdulat után Chandler nagylábujjának első percét egy elejtett kés levágta. Chandlert kórházba szállították, de a lábujjának darabja helyett egy darab répát vittek magukkal…

### London
Ross londoni esküvőjének éjszakáján együtt iszogatnak az előbulin, ahol Monicát Ross anyjának nézik. Ezen annyira elkeseredik, hogy valami őrültséget akar csinálni, így belopózik Chandler és Joey szobájába, ahol Chandler-t találja. Másnap reggel együtt ébrednek, de megbeszélik, hogy ezt nem folytatják, hogy csak Londonban, és amint hazautaznak, elfelejtik az egészet.

### New York
Otthon azonban nem tudják elfelejteni, és az ötödik évadban már mindenki számára világossá válik, Chandler és Monica egy pár. Ezt először Joey tudja meg egy véletlennek köszönhetően, (Chandler és Monica együtt töltenek egy hétvégét, a szálloda felhívja Chandlert, hogy a szobában maradt egy szempillaspirál, később Monica keresi a sajátját) majd Rachel egy kihallgatott telefonbeszélgetésből. Phoebe és Ross (ebben a sorrendben) véletlenül látják meg Ross új lakásának ablakából őket.
A hatodik évad elején összeköltöznek, és elkezdik tervezgetni közös jövőjüket. A hatodik évad végén kéri meg Chandler Monica kezét, így a hetedik évad végén megtörténik az esküvő is.

### Tulsa
Chandler a 9. évad elején, egy irodai megbeszélésen elalszik, és mikor felriad beleegyezik valamibe, ami nem más, minthogy áthelyezik Tulsaba, Oklahoma államba, az ottani iroda főnökének. Megpróbál kihátrálni a helyzetből, de sikertelenül, így át kell költözniük Tulsaba. Monica először nem akar költözni, de később belemegy, de mikor állásért jelentkezik, kiderül, hogy Manhattanben egy neves étterem séfjének akarják, kizárólag őt. Így Monica otthon marad, míg Chandler 4 napot Tulsaban tölt, a többit pedig otthon. Ez a helyzet karácsonykor tetőzik be, mikor Chandler felmond, mivel nem bírja tovább az állandó utazgatást, és úgysem azt csinálja amit szeret. Ezután Chandler átpártol a reklámiparba, ahol később sikeres lesz.

### Gyermekáldás
Sajnos, mint az a kilencedik szériában kiderül, Monicának és Chandlernek nem lehet közös gyerekük, mert "Chandler spermái lusták, és Monica méhe nem barátságos környezet nekik". Ezért örökbefogadáson gondolkoznak, és végül egy Erica nevű leányanya születendő gyermekének (mint később kiderül, gyermekeinek, Erica és Jack) örökbefogadó szülei lesznek.

## Chandler és Joey barátsága
Joey Chandler lakótársa egészen az első évadtól a hatodik évadig egy rövid megszakítással. Eredetileg egy félreértés miatt tudott Joey beköltözni, de később kiderült, hogy sok közös van bennük: sörivás, csocsó, és a Baywatch figyelése. Barátságuk az idők során sokszor kerül veszélybe – mint például amikor Joey szappanoperája, az Életünk napjai jól fizet, és ezért külön költöznek, vagy amikor Chandler megcsókolja Joey barátnőjét, Joey egy filmet készül forgatni, és Chandler szerint nem ez lesz Joey nagy kiugrása (kiderül, hogy tényleg nem) – de mindig visszatalálnak egymáshoz, sőt, a sorozat végén, amikor Chandler és Monica elköltöznek, a házban van „Joey szoba”, vagyis Joeynak külön szobát tartanak fent.

## Homoszexuális utalások
Mint az a sorozatban nagyon sokszor előkerül, Chandler-t – talán édesapja mellett felvett szokásai miatt – sokan nézik első nekifutásra homoszexuálisnak. Ahogy a többiek fogalmaznak, "van valami tulajdonságod", vagy ahogy később Phoebe fogalmaz, „Igen, Chandler, a hajad homoszexuális”. Ez a félreértés sok helyzetben kerül elő:
- Amikor egy munkatársa randit akar neki keríteni – egy másik, férfi munkatársával.
- Amikor hipnózis-kazettával akar leszokni a dohányzásról, és a kazetta – mivel "erős, magabiztos nőknek" szól – által előtérbe kerülnek nőies vonásai.
- Rachel rábeszélésére elmegy vele egy manikűr szalonba.
- Amikor Monica rábeszélésére gyertyás, illóolajos, romantikus zenés kádfürdőt vesz.
- Amikor Mr. Hickles hagyatékai között a naplójában a következőket olvassák: „Ma az olasz pasas meleg barátja ruhákat hoz haza.”
- Amikor Joey ki akarja venni a Chandler felesleges szobáját, azt mondja – miközben Chandlerre mutat –, „Engem nem zavarnak a melegek.”
- Amikor az egyik részben úgy kezd egy mondatot, hogy „ha én férfi lennék…”
- Mikor Londonban Monicát rejtegeti takarója alatt Joey elől, és megkéri Joey-t, hogy hagyjon neki egy óvszert, Joey visszakérdez: „Csak neked?”
- A sorozat készítői Chandler karakterét eredetileg tényleg homoszexuálisnak tervezték, később döntöttek a hetero beállítottság mellett, de a poénok kedvéért az utalásokat benne hagyták.

## Érdekességek
- A Chandler név ténylegesen egy régi mesterség nevéből, a gyertyaöntőből (Chandler = Candlemaker, vagyis gyertyakészítő) ered. A név keresztnévnek nem szokványos, vezetéknévként elfogadottabb. Amint azt Joey meg is jegyzi az epizódban, ahol Phoebe nem tud születendő gyermeke nevéről dönteni: "It's not even a name. It kinda sounds like chandelier, but it's not", vagyis "Nem is egy név. Úgy hangzik, mint a csillár, de nem az!"
- John Bennett Perry, Matthew Perry édesapja is szerepel egy rövid epizódszerepben, mint Rachel barátjának édesapja (A Rachel új ruhája című epizódban)
- Matthew Perry sokat rögtönzött, amiket általában benne hagytak a sorozatban.
- A „Bátor, a gyáva kutya” két főszereplője, Muriel és Eustace, Chandlerről és Rossról kapta a nevét.